# 波尼M合唱團
Boney M.是1970-80年代的迪斯可團體，由德國唱片製作人弗蘭克·法里安（Frank Farian）所組成，他也身兼該團體主要詞曲創作者以及男聲演唱部分。最初成立於西德，但音樂作品卻均為英語歌曲。該樂團最廣為人知的四名成員組合，包括來自牙買加的莉茲·米切爾（Liz Mitchell）和瑪西婭·巴雷特（Marcia Barrett），來自蒙特塞拉特的梅姬·威廉姆斯（Maizie Williams）和來自阿魯巴的博比·法雷爾（Bobby Farrell）。
唯一的男性成員博比·法雷爾並非歌手，而是專職舞者，偶爾合聲幾句。唱片中的男聲均來自唱片製作人法里安，法雷爾唯有在現場演唱會時有機會開口。
該團體成立於1976年，在20世紀70年代末的迪斯可時代成名，後於1986年解散，但團員仍可使用此團名，組織自己的團員並表演。他們的音樂融合搖滾、雷鬼、放克及福音等多種風格，擅長將一些老歌改編得輕鬆活潑、節奏清晰，讓它們重放異彩，在70、80年代的迪斯可文化中有極為重要的影響力。在台灣的知名度，則是因為自1970年代後期起該團有多首歌曲陸續遭到另填中文歌詞翻唱，而開始為樂迷所知。

## 創立過程
創立者法里安有一天打開電視，看了一部叫「Boney」的澳洲電視影集，看著片尾字幕中的主角警察角色「邦尼」（Boney），覺得會是個很好的名字，但又好像缺點什麼，於是他開始從字母中尋找，最後「Boney M.」這個名字於焉誕生。
1974年12月，還只是個德國創作歌手的法里安藉由他的工作室錄製了一首舞曲「Baby Do You Wanna Bump」，並且參與合聲。他以Boney M.的名義發表，起初只在舞廳播放因此知名速度較慢，一段時間過去，這首歌在荷蘭與比利時當地逐漸熱門，於是法里安想到應該組一個表演團體上電視大為推廣他的音樂創作。於是他找到了模特兒出身的歌手梅姬·威廉姆斯和她的牙買加歌手朋友謝拉·博尼克（Sheyla Bonnick），以及一位名叫邁克（Mike）的非洲舞者參與第一次登台演出。
1975年時，新增了名叫娜塔莉（Nathalie）的歌手，但不久後就被牙買加出生的克勞蒂亞·巴里（Claudja Barry）取代。後來，舞者邁克和歌手謝拉離開樂團，梅姬引薦了來自阿魯巴的男舞者博比·法雷爾。隨後，當來自牙買加的歌手瑪西婭·巴雷特入團時，也引薦了莉茲·米切爾來接替1976年2月單飛的克勞蒂亞·巴里。Boney M.最知名的創始團員，同時也是經典組合至此成形。

## 分裂的Boney M.
自80年代以來由於人氣下滑，該樂團的成員不斷有所變動，甚至曲風大改。1981年法里安因故提前離開後，四名成員之間的理念衝突持續發生，最終導致1986年解散。
隨後四名成員與創始者法里安之間，對於「Boney M.」這個團名的合法使用權出現法律糾紛，以至於1990年法院判決莉茲·米切爾、梅姬·威廉姆斯、瑪西婭·巴雷特和博比·法雷爾這四名成員，均有權使用「Boney M.」之名進行表演。
1990年的判決之後，陸續有下列三團活躍：
- Boney M. feat. 莉茲·米切爾
- Boney M. feat. 梅姬·威廉姆斯 (包括謝拉·博尼克)
- Boney M. feat. 博比·法雷爾，但博比·法雷爾後於2010年12月30日過世。[2]

## 參與表演者
基本成員
- 莉茲·米切爾 – 主唱與和聲 (1976–1986, 1987–1989, 1989, 1992–1994)
- 梅姬·威廉姆斯 – 舞者兼現場演唱者 (1975–1986, 1987–1989)
- 博比·法雷爾 – 舞者、饒舌歌手兼現場演唱者 (1975–81, 1984–1986, 1987, 1988–1989)，2010年去世
- 瑪西婭·巴雷特 – 主唱兼合聲 (1975–1986, 1987, 1988–1989)

其他成員
不包含在任何官方波尼M專輯或基本成員中
- 謝拉·博尼克 - 主唱與和聲 (1975)
- 哈默德·阿圖菲 - 舞者 (1975)
- 娜塔莉 - 主唱與和聲 (1975)
- 克勞迪亞 - 主唱與和聲 (1975-1976)
- 里基·齊博 - 主唱與和聲 (1982–1986, 1989)
- Marilyn Scharbaai (Carrilho) - 主唱與合聲 (1987)
- Celena Duncan - 主唱與合聲 (1987-1988)
- Curt De Daran - 舞者、饒舌歌手兼現場演唱者 (1987-1988, 1992-1994)
- Madeleine Davis - 主唱與合聲 (1989)
- Sharon Stevens - 主唱與合聲 (1989)
- Patty Onoyewenjo - 主唱與合聲 (1989)
- Carol Grey - 主唱與合聲 (1992-1994)
- Patricia Lorna Foster - 主唱與合聲 (1992-1994)
- Tony Ashcroft - 舞者、饒舌歌手兼現場演唱者 (1994)

## 華語樂壇翻唱曲目
- 「Rasputin」（1978）

高凌風「心上人」（國語）／徐小明「青春豆」、高山「愛情真有趣」（粵語）
- 「Gotta Go Home」（1979） - 高凌風「夕陽下山時」（國語）
- 「Hooray! Hooray! It's a Holiday」（1979） - 高凌風「愛你！小薇」（國語）
- 「Brown Girl in the Ring」（1978） - 紀寶如「戴戒指的女孩」（國語）
- 「Bahama Mama」（1979） - 甄妮「夢中的媽媽」（國語）
- 「We kill the world (Don't kill the world)」（1981） - 金瑞瑤「歲月的眼睛」（國語）
- 「Oceans of Fantasy」（1979） - 楊林「沒有人能跟我比」（國語）

原曲「Oceans of Fantasy」並曾在台灣用作飲料「歐香咖啡」的電視廣告曲。

## 外部連結
- 波尼M合唱團的Facebook專頁
- 波尼M合唱團的Instagram帳戶
- YouTube上的波尼M合唱團頻道